# FK Obilić
Der FK Obilić (serbisch-kyrillisch ФК Обилић) ist ein Fußballverein aus der serbischen Hauptstadt Belgrad. Der Verein und das Stadion sind nach dem  serbischen Adligen und Ritter Miloš Obilić benannt. Sein Bild ist auch auf dem Vereins-Logo zu sehen.  

## Geschichte
Der Verein mit den traditionellen Farben Rot, Blau und Weiß entstand im Jahre 1924. 

## Erfolge
Größter Erfolg ist der Gewinn der jugoslawischen Meisterschaft 1998 als Aufsteiger, welche allerdings durch umstrittene Mittel seines damaligen Eigentümers und Kriegsverbrechers Željko Ražnatović erreicht worden sein soll. Unter Ražnatović als Präsident schaffte es der Club in die erste Fußball-Liga Jugoslawiens und spielte im Jahr darauf in der Qualifikation zur UEFA Champions League.

## Stadion
Das Stadion des Vereins ist das Stadion Obilić mit einer Kapazität von  4.600 Plätzen.

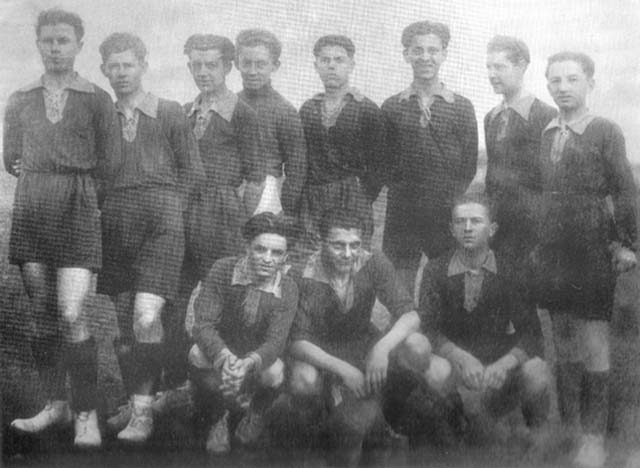
Die erste Mannschaft des Vereines (1924)

## Europapokalbilanz
| Saison  | Wettbewerb                  | Runde                  | Gegner             | Gesamt | Hin     | Rück    |
| ------- | --------------------------- | ---------------------- | ------------------ | ------ | ------- | ------- |
| 1995/96 | Europapokal der Pokalsieger | Qualifikation          | FC Dinamo Batumi   | 2:3    | 0:1 (H) | 2:2 (A) |
| 1998/99 | UEFA Champions League       | 1. Qualifikationsrunde | ÍBV Vestmannaeyjar | 3:2    | 2:0 (H) | 1:2 (A) |
| 1998/99 | UEFA Champions League       | 2. Qualifikationsrunde | FC Bayern München  | 1:5    | 0:4 (A) | 1:1 (H) |
| 1998/99 | UEFA-Pokal                  | 1. Runde               | Atlético Madrid    | 0:3    | 0:2 (A) | 0:1 (H) |
| 2000    | UEFA Intertoto Cup          | 1. Runde               | Cibalia Vinkovci   | 2:4    | 1:3 (A) | 1:1 (H) |
| 2001/02 | UEFA-Pokal                  | Qualifikation          | GÍ Gøta            | 5:1    | 4:0 (H) | 1:1 (A) |
| 2001/02 | UEFA-Pokal                  | 1. Runde               | FC Kopenhagen      | 2:4    | 0:2 (A) | 2:2 (H) |
| 2002    | UEFA Intertoto Cup          | 1. Runde               | Haka Valkeakoski   | 2:3    | 1:2 (H) | 1:1 (A) |

Gesamtbilanz: 16 Spiele, 5 Siege, 6 Unentschieden, 5 Niederlagen, 17:25 Tore (Tordifferenz −8)

## Trainer
- Zoran Milinković (2004)

## Spieler
- Dragan Šarac (1995–2000)
- Predrag Ocokoljić (1998–2003)
- Nenad Đorđević (1999–2003)